# Ainaro-Quic
Ainaro-Quic (Ainaro Quic, Ainaro Kii) ist eine osttimoresische Aldeia im Suco Foho-Ai-Lico (Verwaltungsamt Hato-Udo, Gemeinde Ainaro). 2015 lebten in der Aldeia 1952 Menschen.

## Geographie und Einrichtungen
Die Aldeia Ainaro-Quic bildet den Süden von Foho-Ai-Lico. Nördlich befinden sich die Aldeias Lesso, Ailora and Lebo-Mera. Im Westen grenzt Ainaro-Quic an den Suco Leolima und im Osten an das Verwaltungsamt Same (Gemeinde Manufahi) mit seinem Suco Betano. Im Süden liegt die Timorsee. Den Grenzfluss zu Betano bildet der Caraulun. Der Fluss Ukasa bildet auf seinen Weg durch die Aldeia nach Süden einen großen Bogen nach Osten, bevor er in die Timorsee mündet. Den südlichsten Punkt der Aldeia bildet das Kap Ponta Lalétec.
Mehrere Straßen führen aus dem Norden Foho-Ai-Licos nach Ainaro-Quic. Die Siedlungen der Aldeia befinden sich vor allem im Osten und Süden. Dies sind Buifu, Bemalai, Akadirularan, Rate Cnua Bahawain, Fatukabelak, Bobe (mit den Ortsteilen Akarlaran und Karsabar), Gulala, Aimorbada und Fatumeta,
Grundschulen gibt es in Buifu, Bobe und Fatumeta. In Bobe befinden sich zudem der Sitz der Aldeia und eine Klinik.

## Politik
2023 wurde Fernando da Costa zum Chefe de Aldeia gewählt.